# Филигранологија
Филигранологија је помоћна историјска наука која проучава филигране тј. водене знаке.
Оснивач филигранологије је Шарл Брике који је 1907. године издао први зборник посвећен филигранима под насловом Les Filigranes. Велика имена филигранологије су и Владимир Мошин и Сеид Траљић који су седамдесетих година 20. века издали каталог водених знакова из 13. и 14. века са територије некадашње Југославије. 